# バルコニーの男

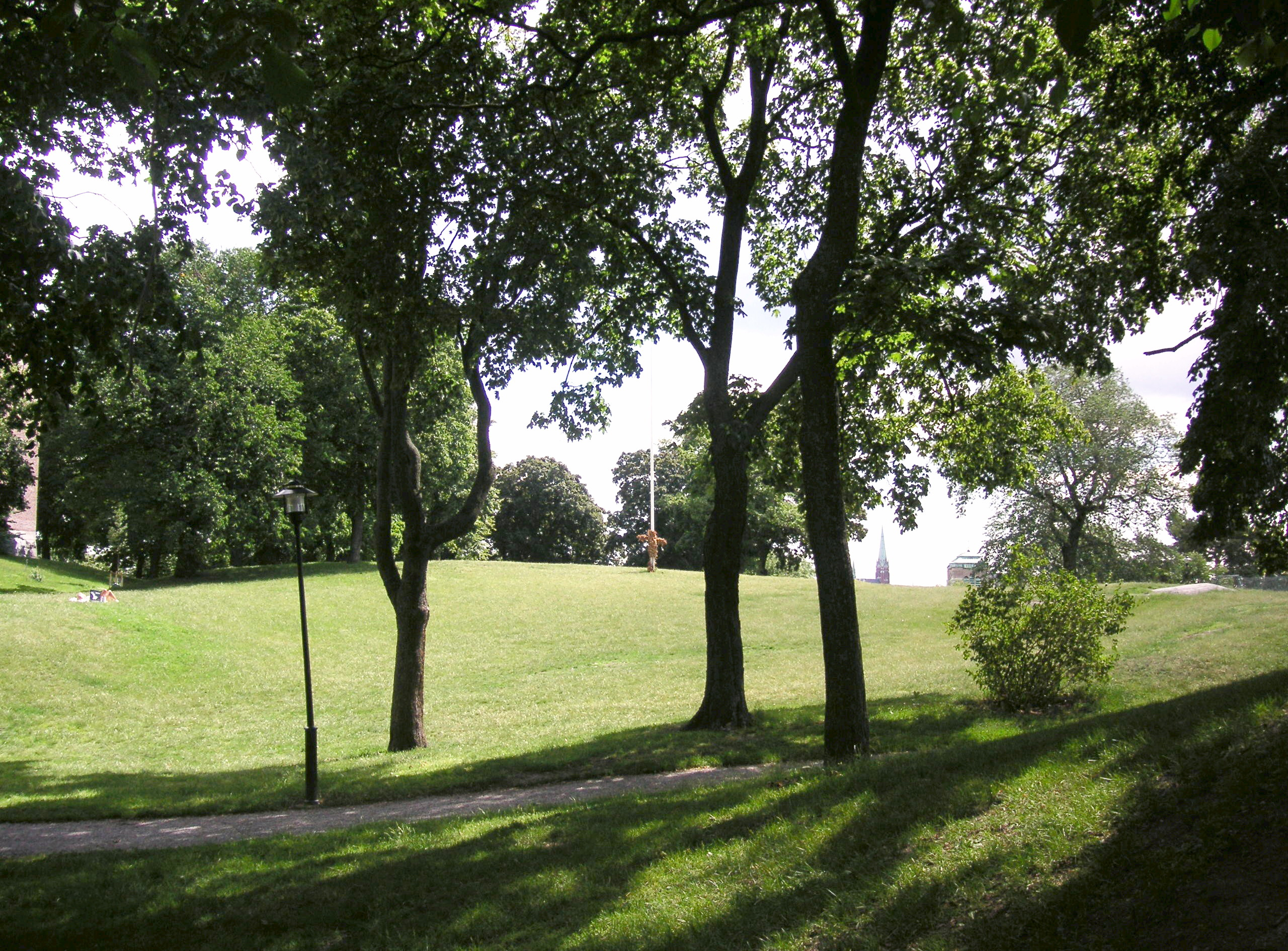
ストックホルムのヴァナディス公園

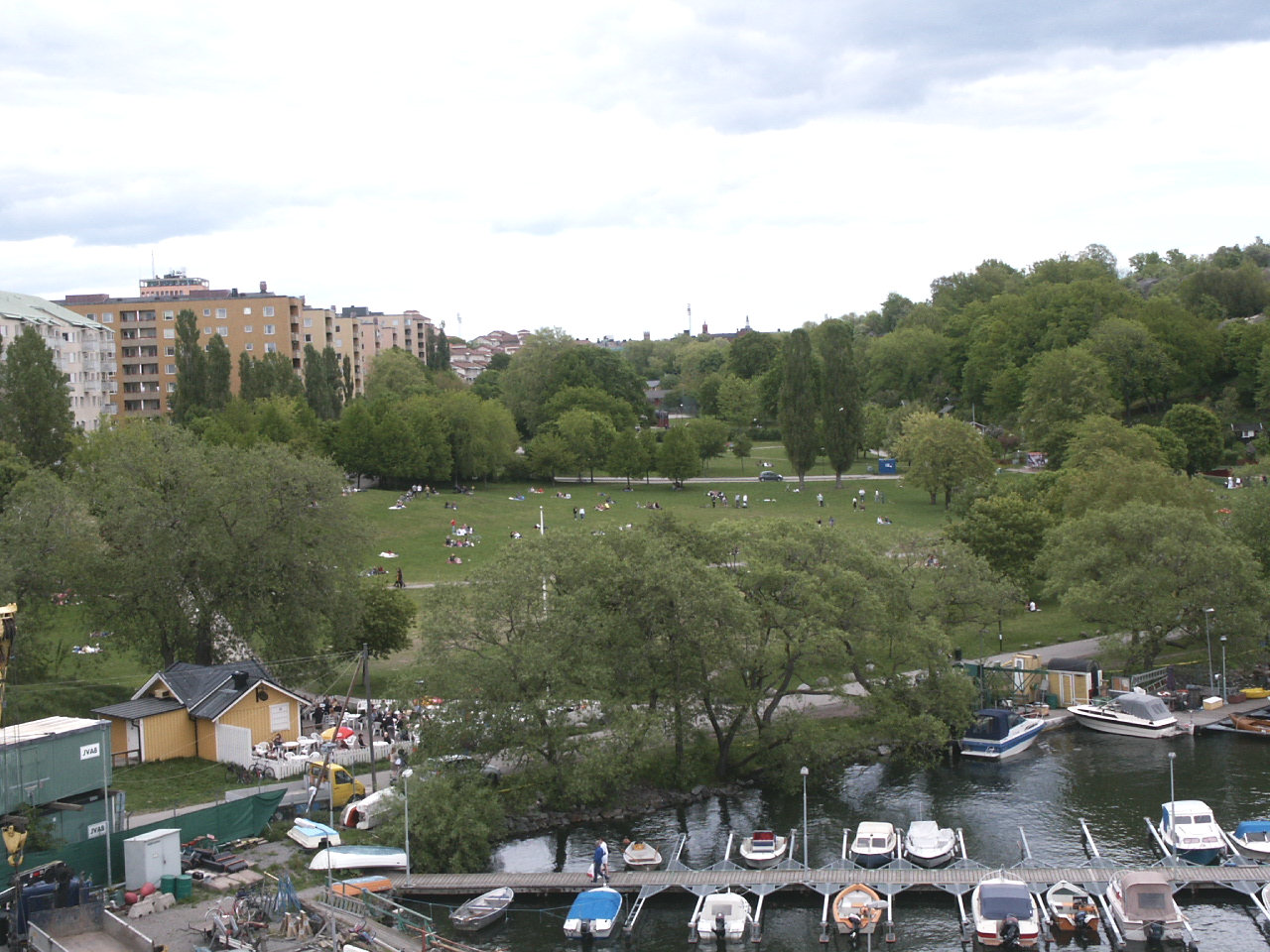
ストックホルムのタント公園

『バルコニーの男』（バルコニーのおとこ）は、ペール・ヴァールーとマイ・シューヴァル共著によるスウェーデンの警察小説「マルティン・ベック シリーズ」の第3作である。本作品が日本語翻訳版の第1作目に当たる。
翻訳の原書は、アラン・ブレア（Alan Blair）訳、パンテオン・ブックス（Pantheon Books）の英語版「The Man on the Balcony」。

## あらすじ
1967年6月10日、ストックホルムのヴァナディス公園で8歳の少女が暴行され殺されているのが発見された。犯行時刻と推定される前日には、同じ公園にある売店の店主が頻繁に発生している辻強盗に襲われるという事件も起きていた。
その数日後、タント公園でも同じ状況で少女の死体が発見され事件は連続殺人の様相を呈してきた。この事件では目撃情報が幼い子供の証言しか無く捜査は難航したが、そんな中で最初の事件と辻強盗の発生時刻が近く、辻強盗が殺人犯を目撃している可能性があることが分かった。
密告情報から辻強盗の居場所が判明し、マルティン・ベックと辻強盗の担当のラーソンは逮捕に向かった。逮捕した辻強盗の証言から殺人犯の似顔絵を作成することができたが、その似顔絵を言葉に起こしたものを聴いたベックは何か引っかかる物を感じていた。

## 登場人物
マルティン・ベック
ストックホルム警察・殺人課・主任警視
レンナルト・コルベリ
ストックホルム警察・殺人課・警部
グンヴァルド・ラーソン
ストックホルム警察・殺人課・警部
フレドリック・メランデル
ストックホルム警察・殺人課・警部
エイナール・ルン
ストックホルム警察・殺人課・刑事
ロルフ・ルンドグレン
辻強盗